# بیش‌رشدی باکتری روده باریک

نشانگان بیش‌رشدی باکتری رودهٔ باریک یا نشانگان رشد بیش از اندازهٔ باکتری رودهٔ باریک یا سیبو (به انگلیسی: SIBO; Small Intestine Bacterial overgrowth) به رشد مفرط باکتری در روده کوچک گفته می‌شود. برخلاف روده بزرگ که سرشار از باکتری است، روده کوچک معمولاً در هر میلی‌لیتر کمتر از ۱۰٬۰۰۰ ارگانیسم دارد.
اگر تعداد زیادی از باکتری‌ها که اغلب از نوع روده بزرگ هستند (مانند اکتروئیدها)  به داخل روده کوچک نفوذ کنند، به طوری که تعداد باکتری موجود در آن بیش از ۱۰٬۰۰۰۰ تا شود، به آن سندرم رشد بیش از حد باکتریهای روده می‌گویند. بیماران مبتلا به رشد باکتریایی معمولاً علائمی از جمله حالت تهوع، نفخ، استفراغ، اسهال، سوء تغذیه، کاهش وزن و سوء جذب دارند.
سیبو بیشتر در زنان، افراد مسن و کسانی که دارای مشکلات گوارشی مانند سندرم روده تحریک پذیر هستند، رخ می‌دهد.

## عامل‌های خطر
موارد زیر از عامل‌های خطر سندرم سیبو هستند:
- سیروز
- بیماری کرون
- بیماری سلیاک
- کم‌کاری تیروئید
- ایدز
- دیابت
- سندرم روده تحریک‌پذیر
- اسکلرودرمی
- فیبرومیالژیا
- سن بالا
- زن بودن
- استفادهٔ طولانی‌مدت از مهارکننده‌های پمپ پروتون؛ داروهایی هستند که موجب کاهش تولید اسید معده می‌شوند.
- جراحی قبلی روده
- تکمیل کردن مصرف دوره‌ای از آنتی‌بیوتیک‌ها به‌تازگی
- مصرف الکل